# Institute of Science and Technology Austria
Das Institute of Science and Technology Austria (ISTA) ist eine postgraduale Wissenschaftseinrichtung in Österreich, die nach dem Vorbild ausländischer Einrichtungen wie dem Weizmann-Institut für Wissenschaften oder der Rockefeller University Spitzenforschung im Bereich der Grundlagenforschung betreiben soll. Grundlage des Instituts ist ein eigenes Gesetz, das im März 2006 beschlossen wurde. Das Institute of Science and Technology Austria hat seinen Sitz in Maria Gugging, einem Stadtteil von Klosterneuburg, nördlich von Wien.

## Geschichte

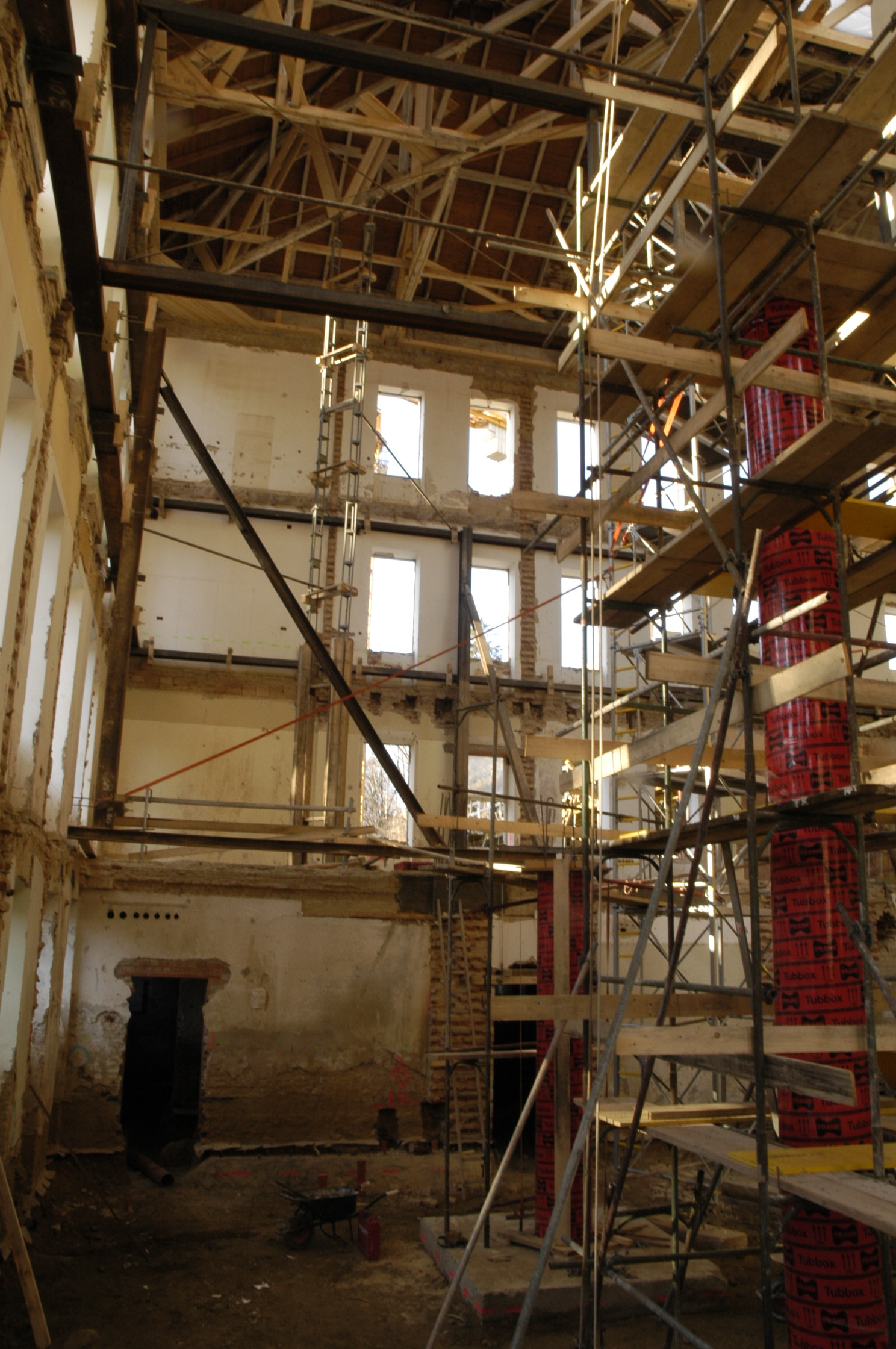
Umbau des Hauptgebäudes der Landesnervenklinik Gugging in das Forschungsinstitut im Jahre 2008; Totalsanierung mit thermischer Sanierung

Auf Initiative des Wiener Physiknobelpreisträgers Anton Zeilinger wurde das Konzept einer „University of Excellence“ entworfen, in der Wissenschaftlerinnen und Wissenschaftler naturwissenschaftlich-technische Forschungen auf höchstem Niveau betreiben sollen. Im Februar 2006 entschied sich die damalige Wissenschaftsministerin Elisabeth Gehrer (ÖVP), entgegen dem Wunsch der von ihr eingesetzten Expertenkommission für den Standort Klosterneuburg-Maria Gugging. Daraufhin legte Zeilinger seine Mitarbeit an dem Projekt nieder, ebenso wie der Physiker Arnold Schmidt und der Chemiker Peter Schuster. In einer Presseaussendung begründeten sie das damit, dass durch diese Standortentscheidung eine „suboptimale Lösung“ und kein „möglichst breiter politischer Konsens“ erreicht worden sei.
Die Entscheidung für Klosterneuburg-Maria Gugging und gegen Wien wurde der höheren finanziellen Beteiligung des Landes Niederösterreich und der sofortigen Verfügbarkeit der Baulichkeiten zugeschrieben. Von Beobachtern wurde sie aber teils als politisch motiviert betrachtet, da Niederösterreich von einem ÖVP-Landeshauptmann regiert wird, Wien aber einen SPÖ-Bürgermeister hat.
Die anfänglichen Schwierigkeiten konnten durch die Erstellung eines Berichts des „International Committee“, bestehend aus Haim Harari (1988–2001 Präsident des Weizmann-Instituts, Israel), Olaf Kübler (1997–2005 Präsident der ETH Zürich) und Hubert Markl (1996–2002 Präsident der Max-Planck-Gesellschaft), überwunden werden. Kernaussagen des Berichts sind:
- Streben nach höchster wissenschaftlicher Qualität
- Fokussierung auf Grundlagenforschung
- Unabhängigkeit von Politik und Wirtschaft

Durch die konsequente Verfolgung dieser Pläne konnten bedeutende Wissenschaftler wie Anton Zeilinger (Nobelpreisträger für Physik 2022) oder Eric R. Kandel (Nobelpreisträger für Medizin 2000) (wieder) gewonnen werden.
Der Name wurde auf „Institute of Science and Technology Austria“ geändert. Am 29. März 2006 wurde das Projekt im Nationalrat mit den Stimmen der Regierungsparteien (ÖVP/FPÖ-BZÖ) und der damals oppositionellen SPÖ beschlossen.
Die Vorbereitungsarbeiten für das ISTA wurden im Frühjahr 2007 in den Gebäuden der früheren Landesnervenklinik Gugging aufgenommen. Die Positionen des ersten Präsidenten sowie der Professoren- und Assistant Professorenstellen wurden im Herbst 2007 ausgeschrieben.
Am 28. Juni 2008 wurde der deutsche Neurobiologe Tobias Bonhoeffer als Gründungspräsident vom Kuratorium nominiert. Am 21. Juli 2008 verzichtete Bonhoeffer auf das Amt. Am 4. Dezember 2008 wurde der Informatiker Thomas Henzinger als erster Präsident präsentiert. Sein Vertrag wurde 2013, 2016 und 2020 verlängert, aber Henzinger entschied sich, nicht die volle Amtszeit zu absolvieren.
2022 wurde die Abkürzung des Institutnames von „IST Austria“ auf „ISTA“ geändert.
Im Februar 2022 wurde Martin Hetzer vom Kuratorium des ISTA unter dem Vorsitz von Claus Raidl zum Präsidenten des ISTA ab dem 1. Jänner 2023 gewählt. Das Komitee für die Nachfolgersuche wurde von Kuratoriums-Mitglied Iain Mattaj geleitet, 141 Personen hatten sich für die Position beworben. Neben seiner Rolle als Präsident leitet Hetzer eine Forschungsgruppe am ISTA.

## Reputation
ISTA belegt den 1112. Platz von 2000 im „Center of World University Ranking“ (CWUR), den 1944. Platz im „uniRank“ Ranking und den 2755. Platz von 14131 bei „EduRank“. Im Jahr 2019 wurde das Institut im „Academic Nature Index“ (eine größengewichtete Auswertung der Publikationen in international etablierten Fachjournalen) der wissenschaftlichen Fachzeitung „Nature“ auf dem weltweit dritten Platz bewertet. Im Jahr 2022 wurde ISTA im „Academic Nature Index“ auf Platz 500 von 500 gereiht.

## Evaluierungen

### Erste Evaluierung
Im Jänner 2011 wurde die erste Evaluierung des neuen Institutes durch ein Komitee von zwei Nobelpreisträgern (David Baltimore, Erwin Neher), dem ehemaligen Präsidenten des California Institute of Technology, sowie Professoren der Rockefeller University, des Okinawa Institute of Science and Technology und das Stanford Linear Accelerator Centers durchgeführt. Im März 2011 stellte das Gutachterkomitee dem ISTA ein hervorragendes Zeugnis aus. In einer allgemeinen Erörterung heißt es, dass das Institut auf dem Weg ist in Ausbildung wie in Forschung neue Maßstäbe zu setzen, welche nicht nur national, sondern auch europaweit und darüber hinaus von Bedeutung sein werden, und dass es auf dem besten Weg zur Exzellenz sei.

### Zweite Evaluierung
2015 wurde eine zweite Evaluierung durch ein internationales Gutachtergremium unter dem Vorsitz des Nobelpreisträgers Roger Kornberg durchgeführt. Das Gremium bestand aus sechs angesehenen Wissenschaftlerinnen und Wissenschaftlern, darunter drei Nobelpreisträger und ein Turing-Preisträger. Der Bericht fiel sehr positiv aus und hob hervor, dass das ISTA gut gestartet war und ein solides Fundament für seine weitere Entwicklung gelegt hatte, aber auch, dass die nächsten Jahre noch schwieriger werden würden.

### Dritte Evaluierung
Die dritte Evaluierung des Instituts im Jahr 2019 wurde von einer Prüfungskommission unter dem Vorsitz des Nobelpreisträgers Serge Haroche durchgeführt. Das Gremium setzte sich aus internationalen Wissenschaftlerinnen und Wissenschaftlern zusammen, darunter die Nobelpreisträgerin Ada Yonath. Im Mittelpunkt der Bewertung standen die wissenschaftlichen Leistungen und die Forschungsthemen sowie die allgemeine Entwicklung des Instituts, die Graduiertenschule, die administrativen Strukturen, die Bemühungen um Technologietransfer und wissenschaftliche Bildung sowie die Pläne für die künftige Expansion. Die Evaluierung kam zu dem Schluss, dass das ISTA in den ersten zehn Jahren seines Bestehens einen positiven Kurs gefolgt war, der den von der österreichischen Regierung und dem Land Niederösterreich gesetzten Zielen entsprach. Der Bericht plädiert für ein fortgesetztes Engagement auf Bundes- und Landesebene zur Finanzierung des Instituts und zur Wahrung seiner akademischen Freiheit.

## Finanzierung
2012 wurde die Finanzierung des ISTA bis 2026 gesichert. Eine Vereinbarung zwischen der Republik Österreich und dem Land Niederösterreich, die die weitere Finanzierung des Instituts von 2017 bis 2026 regelt, wurde im Juli 2012 von Parlament und Landtag verabschiedet. Der Bund investiert im Schnitt € 99 Mio. pro Jahr, ein Drittel dieses Geldes ist an die erfolgreiche Einwerbung von Drittmittel und die Erfüllung forschungsimmanenter Qualitätskriterien gebunden. Die niederösterreichische Landesregierung trägt außerdem € 368 Mio. für die Infrastruktur, die Gebäude und den Betrieb des ISTA Campus bei. Diese Finanzierung erlaubt ISTA bis 2026 auf eine Größe von circa 90 bis 100 Forschungsgruppen mit bis zu 1000 Wissenschaftlern zu wachsen.
Im Jahr 2021 unterzeichnete das ISTA die 15a-Vereinbarung mit der österreichischen Bundesregierung und dem Land Niederösterreich, die seine Finanzierung bis 2036 sichert. Der Bund wird € 2,46 Mrd. bereitstellen, wobei ein Drittel davon von der Fähigkeit des Instituts abhängt, Drittmittel einzuwerben. Das Land Niederösterreich wird € 820 Millionen bereitstellen.
Im Jahr 2022 startete das ISTA eine Fundraising-Kampagne, um finanziell unabhängiger zu werden. Die Ankerstifterin Magdalena Walz, eine Wiener Unternehmerin, vermachte dem ISTA nach ihrem Tod im Jahr 2021 € 25 Millionen.
Bis 2023 wurden 58 ERC-Stipendien des Europäischen Forschungsrats an ISTA-Fakultätsmitglieder vergeben.

## Organisation

### Kuratorium
Das Kuratorium ist das oberste, leitende Gremium des Instituts und wird vom Bund, vom Land Niederösterreich sowie aus der wissenschaftlichen Gemeinschaft bestellt. Die Hauptaufgaben des Kuratoriums bestehen im Beschluss des Organisationsstatuts und der strategischen Ausrichtung, der Bestellung des Präsidenten, des Wissenschaftlichen Rats und des Verwaltungsdirektors sowie der Genehmigung des Verfahrens zur Berufung und Beförderung des akademischen Personals und der Wissenschaftlerinnen und Wissenschaftler.
Aktuelles Kuratorium (2023):

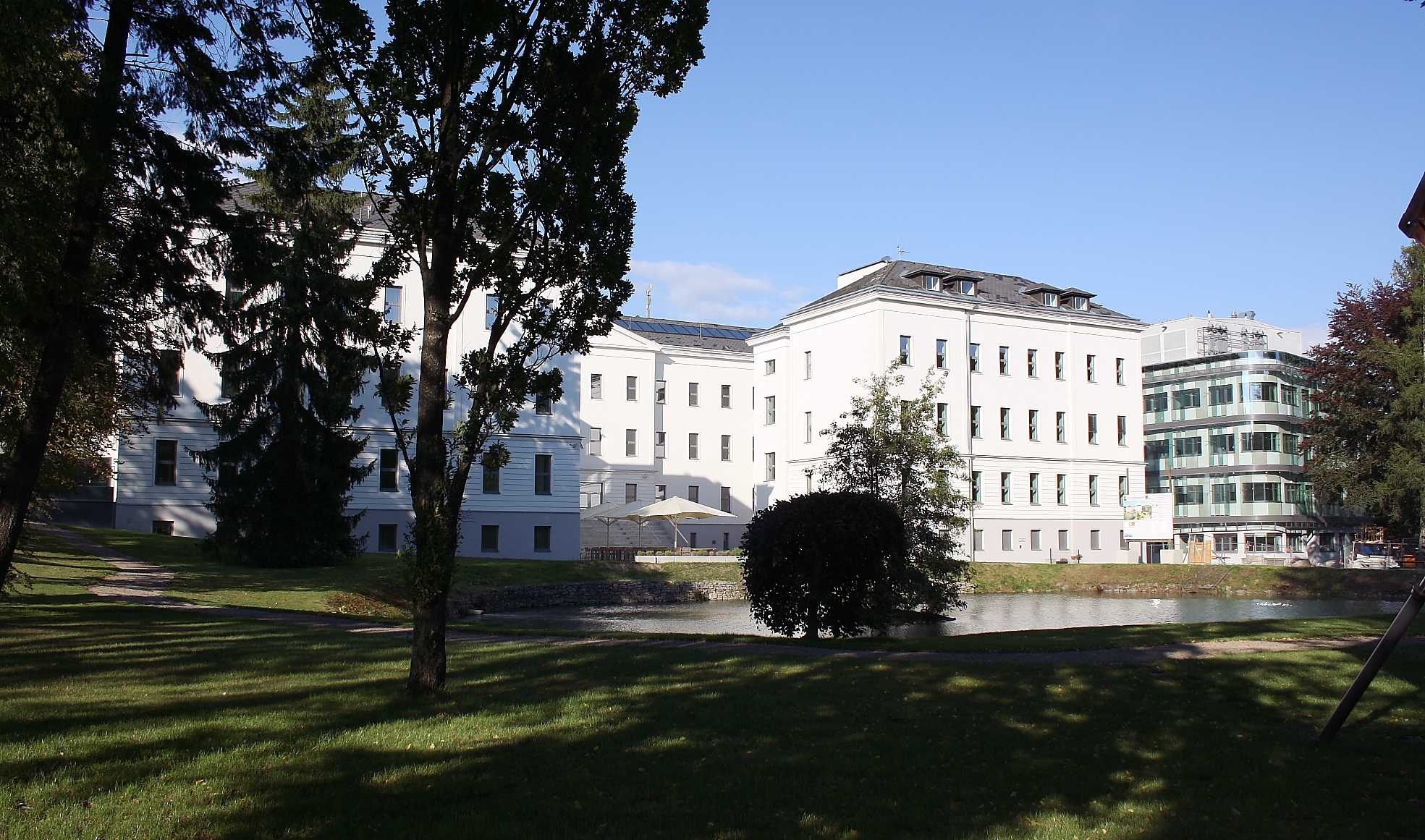
Südwestansicht des ISTA

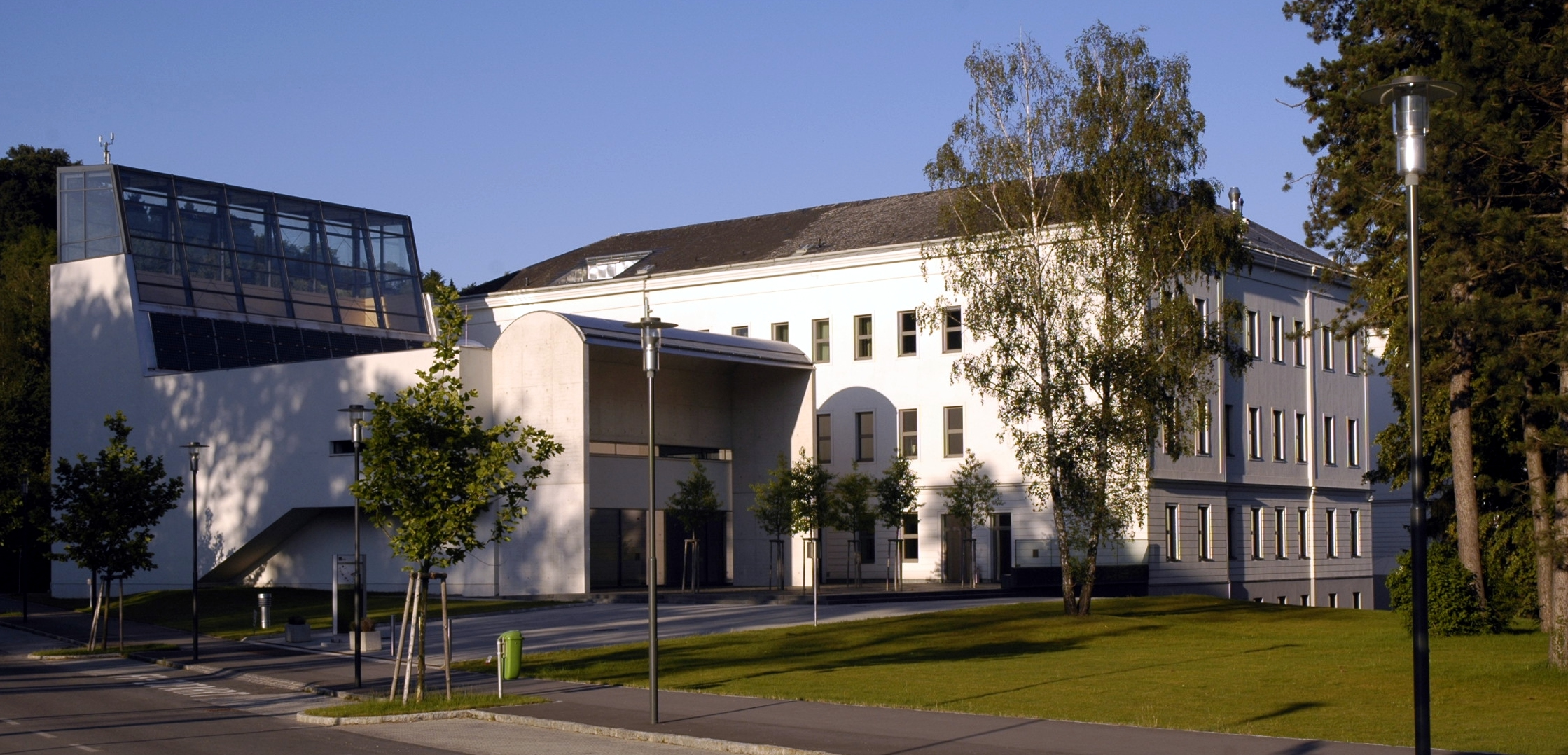
Außenansicht des ISTA in Maria Gugging, links das neu errichtete Audimax

- Elisabeth Engelbrechtsmüller-Strauß (CEO/CFO, Fronius International GmbH, Pettenbach)
- Olaf Kübler (ehemaliger Präsident der ETH Zürich)
- Alexander von Gabain (Ehem. Präsident des EIT, Budapest und Vizepräsident für Innovation des Karolinska Institutet, Stockholm)
- Peter Chen (Professor, Laboratorium für Organische Chemie und ehemaliger Vizepräsident für Forschung, ETH Zürich, Schweiz)
- Alice Dautry (Ehem. Präsidentin des Institut Pasteur, Paris, Frankreich)
- Peter Fratzl (Direktor, Max-Planck-Institut für Kolloid- und Grenzflächenforschung, Potsdam, Deutschland)
- Alexander Hartig (Geschäftsführer, Constantia Beteiligungsgesellschaft Österreich, Wien)
- Reinhard Jahn (Direktor, Max-Planck-Institut für biophysikalische Chemie, Göttingen, Deutschland)
- Monika Kircher (Aufsichtsrätin und Beraterin)
- Iain Mattaj (Ehem. Direktor, Human Technopole, Mailand, Italien)
- Manfred Morari (Distinguished Faculty Fellow, Department of Electrical and Systems Engineering, University of Pennsylvania, Philadelphia, USA)
- Pietro Perona (Allen E. Puckett Professor of Electrical Engineering and Computation and Neural Systems, California Institute of Technology, Pasadena, USA)
- Heike Riel (IBM Fellow, Head Science & Technology, Lead IBM Research Quantum Europe, Zürich, Schweiz)
- Elisabeth Stadler (Ehem. Generaldirektorin der Vienna Insurance Group, Wien)
- Stefan Szyszkowitz (Sprecher des Vorstands EVN, Maria Enzersdorf)

### Exekutivausschuss
Als Unterausschuss des Kuratoriums fungiert der aus sechs Mitgliedern bestehende Exekutivausschuss. Unter anderem obliegen dem Exekutivausschuss das Handeln im Namen des Kuratoriums in Bezug auf alle Angelegenheiten zwischen den Versammlungen des Kuratoriums und das Führen von vorbereitenden Diskussionen zu Themen, die dem Kuratorium zur Entscheidung vorgelegt werden sollen, z. B. das Jahresbudget.

### Wissenschaftlicher Rat
Vorschläge zur wissenschaftlichen Ausrichtung und zur Sicherung der hohen wissenschaftlichen Leistungsfähigkeit werden vom Wissenschaftlichen Rat unterbreitet. Er soll, so § 9 des Bundesgesetzes über das Institute of Science and Technology, aus zehn „international höchst anerkannten Forscherpersönlichkeiten“ sowie einem Mitglied ohne Stimmrecht bestehen, das auf Grund seiner „hervorragenden Managementerfahrung einen wesentlichen Beitrag zur Erreichung der Ziele des Institute of Science and Technology leisten kann“. Alle Mitglieder sind vom Kuratorium für eine Funktionsperiode von sechs Jahren bestellt.

### BRIDGE Network
ISTA ist Teil des BRIDGE Networks. Der Name ist ein Akronym für “Basic Research Institutions Delivering Graduate Education”. Das Netzwerk ist eine informelle Vernetzungsplattform für internationale Forschungseinrichtungen, die enge Verbindungen zum ISTA haben. Neben ISTA gehören dem BRIDGE Network folgende Einrichtungen an:
- Francis Crick Institute, United Kingdom
- Okinawa Institute of Science and Technology, Japan
- Rockefeller University, United States
- Weizmann-Institut für Wissenschaften, Israel

## Ziele
Am ISTA soll durch die Konzentration auf Grundlagenforschung in einigen ausgewählten Bereichen interdisziplinäre, unabhängige und langfristige Forschung höchster Qualität möglich werden. Diese Forschung soll ausschließlich vom Forschungsdrang der Wissenschaftlerinnen und Wissenschaftler geleitet sein. Die Einflussnahme durch politische und/oder wirtschaftliche Zwänge soll durch die langfristige (bis 2026) garantierte und fixierte Finanzierung ausgeschlossen werden. ISTA könnte zum Vorbild für die Organisation und Förderung von herausragender Wissenschaft in Österreich und im mitteleuropäischen Raum werden. Bis 2036 soll das Institut auf rund 150 Forschungsgruppen mit circa 2000 Mitarbeiterinnen und Mitarbeitern wachsen.
Das interdisziplinäre PhD-Programm des ISTA legt einen Fokus auf Biologie, Informatik, Mathematik, Neurowissenschaften und Physik. Die Graduate School steht Bewerberinnen und Bewerbern aus aller Welt offen, die einen Bachelor, Master oder äquivalenten Abschluss vorweisen können. Der institutsweite Auswahlprozess findet einmal jährlich statt, wobei das wissenschaftliche Potential der Bewerberinnen und Bewerber beurteilt wird. Studierende können jeweils bis Mitte Jänner Unterlagen einreichen, um im September desselben Jahres das Doktoratsstudium aufzunehmen. Potentielle Kandidatinnen und Kandidaten werden zu Bewerbungsinterviews im März eingeladen.

## Wissenschaftlerinnen und Wissenschaftler
Im Jahr 2009 wurde mit dem Evolutionsbiologen Nick Barton – Träger der Darwin-Wallace-Medal 2009 – der erste Professor bestellt. Im Jahr 2022 sind 76 Professoren mit ihren Forschungsgruppen am ISTA tätig. Ihre Forschung wird, unter anderem, durch 58 ERC (European Research Council) Grants finanziert.
- Nicholas Barton
- Timothy Browning
- Herbert Edelsbrunner
- László Erdős
- Tamás Hausel
- Monika Henzinger
- Thomas Henzinger
- Carl-Philipp Heisenberg
- Peter Jonas
- Robert Seiringer

## Graduiertenschule
Das PhD-Programm besteht aus zwei unterschiedlichen Phasen: In Phase 1 absolvieren die Studierenden eine Rotation durch mehrere Forschungsgruppen, besuchen Kurse in ihrem und außerhalb ihres Spezialgebietes, suchen ihren Supervisor und legen das sogenannte Qualifying Exam, die Berechtigungsprüfung für das weitere Doktoratsstudium, ab. In Phase 2 forschen die Studierenden bei einer oder mehreren Forschungsgruppen. Sie sind am Institut angestellt und werden mit einem international vergleichbaren Gehalt bezahlt. Unterrichts- und Arbeitssprache am ISTA ist Englisch. Die Dauer des Doktoratsstudiums ist abhängig von der vorangegangenen Ausbildung und dem individuellen Studienfortschritt und beträgt im Durchschnitt vier bis fünf Jahre. Neben dem PhD-Programm bietet das Institut seit dem Studienjahr 2021–22 den Studierenden auch die Option einen zusätzlichen Master-Abschluss während des PhDs zu erlangen.

## Technologietransfer
Wie im ursprünglichen Bericht über die Gründung des ISTA empfohlen, bietet das Institut Infrastrukturen und Dienstleistungen zur Unterstützung der Schaffung und Lizenzierung angewandter Technologien sowie der Gründung von Spin-off-Unternehmen auf der Grundlage der Arbeit seiner Forscherinnen und Forscher. Seit 2023 werden diese Bemühungen unter der Marke xista mit mehreren Unterabteilungen zusammengefasst: xista innovation unterstützt die Kommerzialisierung von Technologien, die auf der ISTA-Forschung beruhen; der xista science park, ehemals „IST Park“, ist ein Raum für Büros und Labore von Unternehmen in der Nähe des ISTA-Campus; und xista science ventures ist ein Risikokapitalfonds zur Unterstützung von Spin-off-Unternehmen aus der Forschung. In seiner ersten Auflage im Jahr 2021 sammelte der Fonds, damals noch unter dem Namen „IST cube“, 45 Millionen Euro ein, die in 14 Unternehmen investiert wurden.

## Campus
Der ISTA-Campus in Maria Gugging, Klosterneuburg, besteht aus zehn Hauptgebäuden auf einer Grünfläche von 179.000 m². Das historische Zentralgebäude beherbergt einen Hörsaal, Seminarräume, das Gästehaus und Freizeiteinrichtungen. Über eine Brücke ist es mit dem nach dem Pharmaproduzenten Peter Bertalanffy benannten Bertalanffy Foundation Building verbunden, in dem Forschungsgruppen untergebracht sind, ebenso wie im Laborgebäude Ost und im Laborgebäude West. Zusammen mit dem Gebäude der Präklinik und zwei Verwaltungsgebäuden umschließen sie den zentralen Teich.
An Gebäuden der alten Nervenklinik sind noch zwei erhalten, die sich am Campus befinden: das allerdings im Inneren völlig umgebaute Hauptgebäude und ein kleineres  Verwaltungsgebäude (unter Denkmalschutz vgl. Listeneintrag). Ferner wird ein Gebäude aus der Zeit um 1910 für die Gebäudebetreuung genutzt.
Im Jahr 2021 wurde das Sunstone Building für die chemische Forschung eröffnet. Im Jahr 2023 wurde das Moonstone Building eingeweiht, in dem die ersten Astrophysik-Forschungsgruppen des ISTA untergebracht sind und das auch Platz für das VISTA Science Experience Lab bietet.
Neben dem ISTA-Campus gibt es auf der anderen Seite der Hauptstraße die beiden Gebäude des xista-Wissenschaftsparks, der früher „IST Park“ hieß, die ISTA-Technologietransfergesellschaft xista und mehrere forschungsnahe Unternehmen. Im Jahr 2022 wurde die Michael-Gröller-Brücke eröffnet, die den Campus und den xista-Wissenschaftspark verbindet. Die Brücke wurde nach dem Industriellen Michael Gröller benannt, der eine Million Euro für das ISTA gespendet hat.
Im Mai 2024 wurde von Landeshauptfrau Johanna Mikl-Leitner, Stellvertreter Stephan Pernkopf, Bundesminister Martin Polaschek und ISTA-Präsident Martin Hetzer die dritte Ausbaustufe bis zum Jahr 2036 präsentiert. Dafür stellen Land Niederösterreich und Bund insgesamt 3,28 Milliarden Euro zur Verfügung.
Am 24. Februar 2025 erfolgte der Spatenstich für Bauten für Labors in Klosterneuburg, Fertigstellungstermin ist April 2026.

### Verkehrsanbindung
Das ISTA ist von der U-Bahn-Station Wien-Heiligenstadt aus mit einem eigenen Shuttlebus in ca. 25 Minuten erreichbar. Der Shuttlebus fährt unter der Woche tagsüber im 30- oder 60-Minuten-Takt zum Campus nach Klosterneuburg-Maria Gugging, in den Hauptverkehrszeiten halbstündlich. Es wird ein geringer Aufschlag (20 Cent, beim Busfahrer zu bezahlen) zum normalen VOR-Tarif erhoben. Mitarbeiterinnen und Mitarbeiter und Institutsgäste können den Shuttlebus kostenlos benutzen.
Der Campus wird darüber hinaus von normalen Linienbussen angefahren, darunter vom Regionalbus der Linie 400 von Wien-Heiligenstadt nach Maria Gugging. Dadurch wird der Takt verdichtet, die Fahrzeit ist allerdings länger. Eine Umsteigemöglichkeit zur S-Bahn besteht am Bahnhof Klosterneuburg-Kierling, der Campus selbst ist nicht per Schiene erreichbar.
Ein Radweg besteht von Klosterneuburg (dort mit Anbindung an den Donauradweg) zum Campus. Dieser ist allerdings lückenhaft und teilweise muss im dichten Verkehr auf der Fahrbahn der Hauptstraße gefahren werden. In Richtung St. Andrä existiert kein Radweg, der Campus ist in diese Richtung nur über eine Landstraße zu erreichen.

### Nachhaltigkeit

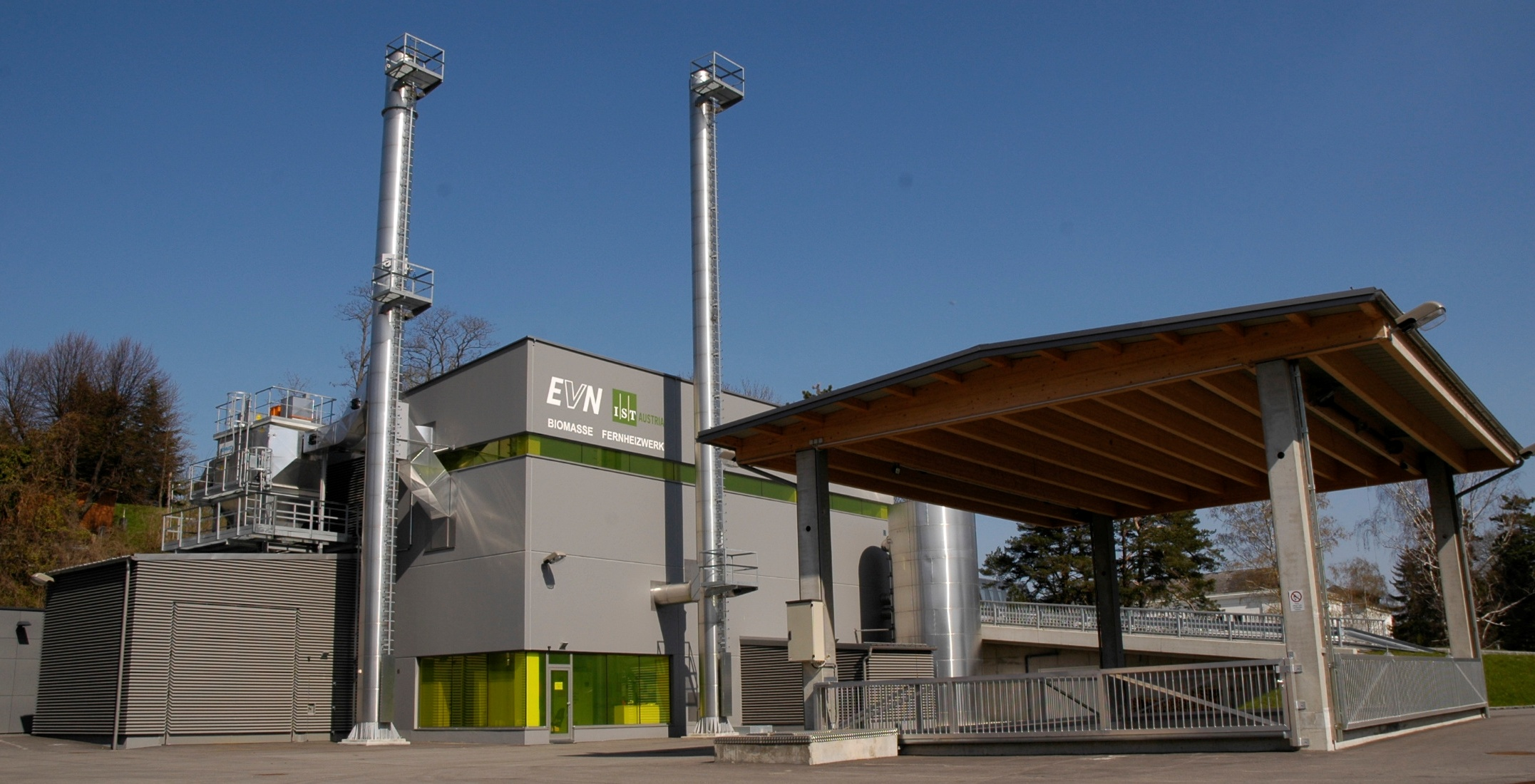
Außenansicht des Biomasseheizwerkes der EVN Wärme in Maria Gugging zur Versorgung der Forschungseinrichtung

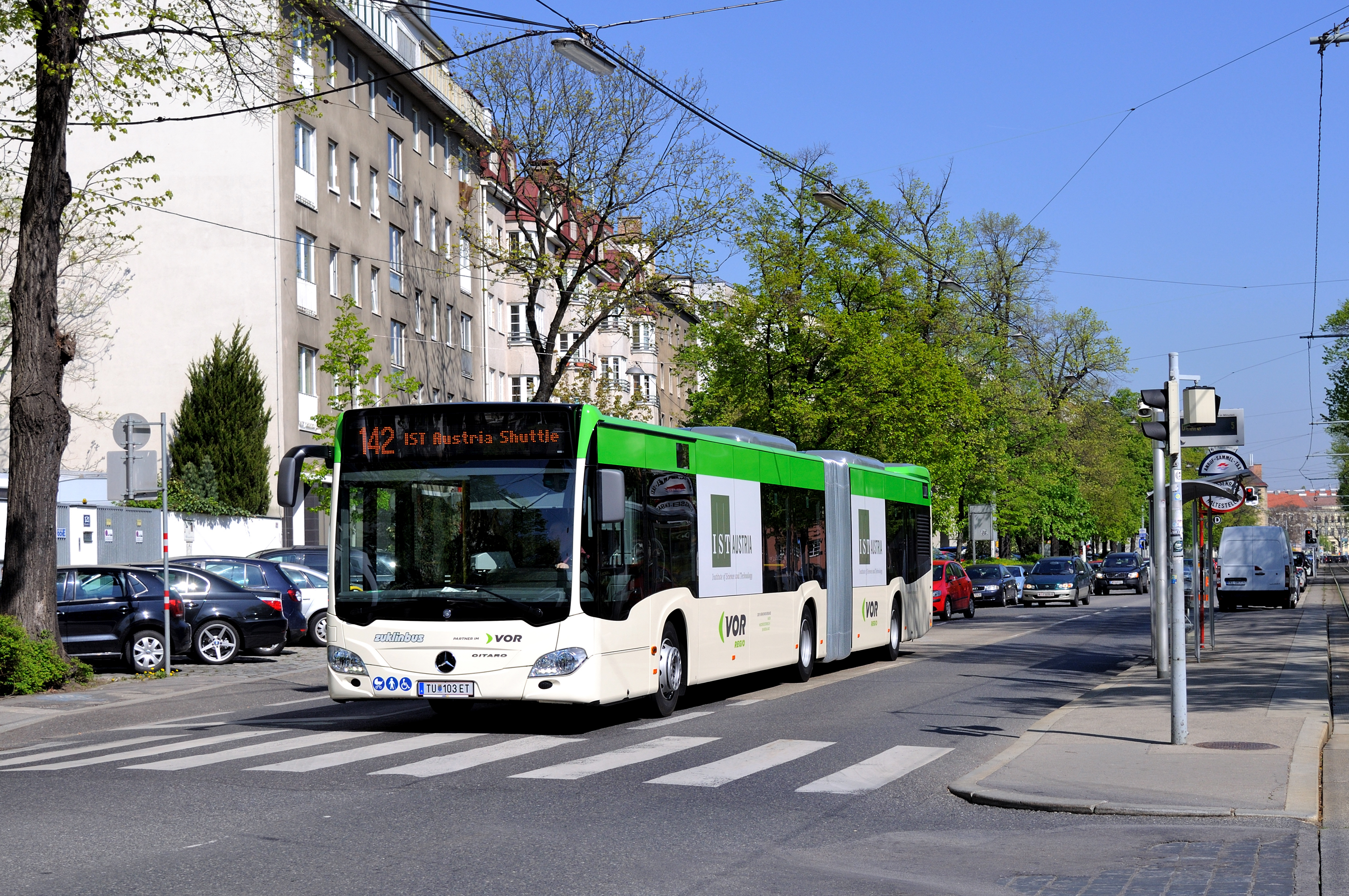
Shuttlebus von Wien Heiligenstadt zum Institut

Zum Konzept der Forschungseinrichtung passend, insbesondere in Richtung der Nachhaltigkeit, hat die Niederösterreichische Bauträgergesellschaft die Versorgung mit Fernwärme aus einem Biomasseheizwerk, welches direkt am Campusgelände steht, realisiert. Eine kleine Photovoltaikanlage auf den Gebäuden erzeugt Elektrizität.

## Kritik

### Kritik an der konkreten Implementierung von ISTA
Der Standort Klosterneuburg-Maria Gugging wurde von vielen Wissenschaftlern als ungünstig bezeichnet. Andererseits bietet der Campus mitten im Wienerwald sowohl eine attraktive Landschaft und Entwicklungspotenzial für bis zu rund 2000 Beschäftigte sowie für wissenschaftlich-technische Ableger.

### Grundsätzliche Kritik an dem Konzept einer Eliteuniversität
Es besteht die Möglichkeit, dass letztlich überwiegend Studierende aus wohlhabenden Schichten am ISTA forschen werden. Dieser Einschätzung wird entgegnet, dass die Auswahl lediglich durch fachliche Kriterien passiert und die PhD-Studierenden angestellt sind, ein Gehalt beziehen und es daher um die größten Talente geht und nicht um eine soziale Selektion.
Die Wissenschaftsforschung weist darauf hin, dass Forschung eine breite Basis benötigt. In der Praxis werden einzelne Spitzenforscherinnen und -forscher durch eine breite Schicht an Wissenschaftlerinnen und Wissenschaftler unterstützt, die den Wissenschaftsbetrieb am Laufen halten.